# The Skeleton Twins
The Skeleton Twins ist eine US-amerikanische Tragikomödie aus dem Jahr 2014. Der Film feierte seine Premiere am 18. Januar 2014 auf dem Sundance Film Festival 2014, am 12. September desselben Jahres wurde er in den Vereinigten Staaten im Kino veröffentlicht. In Deutschland war die Produktion nicht in Kinos zu sehen, wurde allerdings am 30. April 2015 auf DVD und Blu-ray veröffentlicht. Sie handelt von zwei suizidgefährdeten Geschwistern, die sich nach vielen Jahren wieder begegnen und die dadurch von ihrer Vergangenheit beziehungsweise Gegenwart eingeholt werden.

## Handlung
Die Zahnärztin Maggie Dean will sich gerade in ihrem Badezimmer mit einer Überdosis Tabletten das Leben nehmen, als sie einen Anruf erhält: Ihr Bruder Milo, den sie seit über zehn Jahren nicht mehr gesehen hat, liegt im Krankenhaus, nachdem er einen Abschiedsbrief hinterlassen und sich die Pulsadern aufgeschnitten hat. Maggie macht sich auf den Weg in Milos Heimatstadt Los Angeles und besucht ihn in der Klinik. Sie schlägt ihm vor, eine Weile bei ihr in Nyack zu wohnen, was er nach einigem Zögern annimmt. Dort macht Milo sogleich Bekanntschaft mit Maggies Ehemann Lance, der ihm gegenüber sehr freundlich auftritt. Lance erzählt ihm, dass er und Maggie gerade versuchen, ein Baby zu bekommen, was Milo überrascht, da seine Schwester in der Vergangenheit noch nie einen Kinderwunsch geäußert hat. Milo macht sich allmählich mit der Stadt vertraut, als er an einer Buchhandlung vorbeigeht, fällt ihm sofort ein mittelalter Mann auf, der dort arbeitet und den er für längere Zeit beobachtet. Währenddessen nimmt Maggie Tauchstunden und fängt eine Affäre mit ihrem Lehrer Billy an.
Nach einer spontanen Einladung von Milo stattet ihre Mutter Judy den Geschwistern einen Besuch ab. Nachdem sie gegangen ist, fragt Maggie ihren Bruder, ob sie eine gute Mutter wäre. Milo verneint dies, da sie sich wahrscheinlich gegenüber ihrem Kind überbehütend und verklemmt verhalten würde, worauf Maggie aufgebracht reagiert. Einige Zeit später entschuldigt sich Milo bei ihr und scherzt, dass er nur das gesagt hätte, da er sich Sorgen über ihre Fettleibigkeit mache. Maggie gesteht ihm, dass sie seit längerer Zeit die Antibabypille nimmt, da sie eigentlich gar kein Kind von Lance will, zudem schreibt sie sich regelmäßig in Kursen ein, mit deren Leitern sie dann Sex hat. Sie äußert Bedenken, ob sie es überhaupt würdig sei, mit Lance verheiratet zu sein, allerdings wird sie von ihrem Bruder getröstet und beruhigt.
Einige Tage später trifft sich Milo mit Rich, dem Mitarbeiter aus dem Buchladen. Es stellt sich heraus, dass Rich Milos Englischlehrer auf der High School war, im Alter von 15 Jahren führte Milo mit ihm eine homosexuelle Beziehung. Rich hat nun eine Partnerin und einen 16-jährigen Sohn, er freut sich dennoch, seinen ehemaligen Liebhaber zu sehen. Als er Milo nach seinem Alltag fragt, lügt dieser und sagt, dass er als recht erfolgreicher Schauspieler tätig sei, obwohl er eigentlich in einem Restaurant als Kellner arbeitet. Er und Rich verbringen die Nacht miteinander, als Milo am Folgetag Rich besucht, ist dieser verärgert, da sein Sohn gerade zu Hause ist und er Angst hat, dass Milo ihre gemeinsame Vergangenheit verrät. Nachdem Milo von ihm rausgeworfen wird, betrinkt er sich und wirft ein Schmuckstück weg, das Rich ihm vor Jahren geschenkt hatte und er die ganze Zeit über behalten hat.
Als Milo niedergeschlagen bei Maggie ankommt, erzählt er ihr von einem Mitschüler, der ihn mobbte. Sein Vater hatte ihm damals versichert, dass die Zeit in der High School der Höhepunkt des Mobbers sein und er ein schreckliches Erwachsenen-Leben haben werde. Allerdings hat sich Milos Alltag nach der High School negativ entwickelt, während der Mobber ein glückliches, erfülltes Leben führt. Maggie bittet ihren Bruder, sich nicht umzubringen, er verspricht ihr, es zumindest zu versuchen. An Halloween verbringen Milo und Maggie den Feiertag gemeinsam und schwelgen in Erinnerungen an ihren verstorbenen Vater. Als Milo auf die Toilette geht und sein Handy im Wohnzimmer liegen lässt, sieht Maggie, dass Rich gerade anruft. Sie macht Milo Vorwürfe, sie war es zudem, die damals seine Affäre verraten hat, wodurch Rich seine Zulassung als Lehrer verlor.
Etwas später sagt Lance Milo, dass er befürchtet, zeugungsunfähig zu sein. Als Milo erwähnt, dass seine Schwester im Haus Zigaretten versteckt, kommt Lance auf die Idee, nach Verhütungs-Pillen zu suchen. Währenddessen ist Maggies Periode überfällig, weswegen sie überlegt, einen Schwangerschaftstest zu kaufen, auf dem Weg zur Apotheke begegnet sie einer ehemaligen Mitschülerin, die ihr ungezogenes Kind dabei hat, was Maggies Angst vor der Mutterschaft noch verstärkt, allerdings bekommt sie kurz danach zu ihrer Erleichterung ihre Periode. Sie beendet ihre Verbindung mit Billy und geht nach Hause. Dort gerät sie in Streit mit Lance, der die Antibabypillen gefunden hat, sie gesteht ihm während der Konfrontation ihre Affären. Anschließend beschimpft sie Milo und macht ihn für das Scheitern ihrer Ehe verantwortlich, als dieser erwidert, dass ihre Beziehung zu Lance gar keine richtige Ehe gewesen sei, sagt sie ihm, dass er bei seinem nächsten Selbstmordversuch nicht scheitern sollte.
Maggie begibt sich anschließend zu dem Schwimmbad, in dem sie ihren Tauchunterricht genommen hat. Sie hinterlässt Milo eine Sprachnachricht, die eine Anspielung auf seinen Abschiedsbrief ist, anschließend will sie sich mit Gewichten erschwert im Wasser selbst töten. Als sie merkt, dass sie ertrinkt, gerät sie in Panik und will aufsteigen, was aber aufgrund der Gewichte nicht möglich ist. Sie wird jedoch von Milo gerettet, der die Sprachnachricht noch rechtzeitig abgehört hat. Der Film endet mit der Einstellung der Geschwister, die in Maggies Haus ihr neu erworbenes Aquarium samt Goldfischen betrachten.

## Produktion
Craig Johnson und Mark Heyman hatten während des Schreibprozesses mehrere Ideen, die allerdings wieder verworfen wurden, so sollte Milo beispielsweise ursprünglich eine Dragqueen sowie der Film im Genre Roadmovie verortet sein. Die beiden entschieden sich schließlich für einen „bescheideneren“ Ansatz im Stil von Hal Ashby und Alexander Payne. Johnson wählte zudem das Genre Dramedy, weil er weder ein Drama noch eine Komödie verfassen wollte, da im Alltag sowohl Dramen als auch Komödien präsent seien. Er beschrieb das Thema des Films als „ziemlich finstere Scheiße, die mit einem Sinn für Humor behandelt“ werde.
In einer Schlüsselszene des Films singen die Hauptfiguren Milo und Maggie Playback zu Nothing’s Gonna Stop Us Now der Band Starship. Eigentlich sollte in der Sequenz das Lied Hold On von Wilson Phillips verwendet werden. Da dieses schon in der Komödie Brautalarm prominent zur Geltung kam, hörte Johnson laut eigener Aussage einen Tag lang „kitschige Balladen aus den 1980er Jahren“ und sang bei diesen mit, während er sich dazu im Spiegel betrachtete. Er wählte schließlich Nothing’s Gonna Stop Us Now, da es im Duett gesungen wird und daher beide Hauptfiguren eingebunden werden konnten.
Die Dreharbeiten begangen im November 2012 in Brooklyn. Während der 22 Drehtage wurden viele Szenen auf Anregung von Johnson improvisiert, obwohl ein komplettes Skript zur Verfügung stand. Laut Johnson war seine Lieblings-Improvisation eine Sequenz, in der sich Lance und Maggie über Schuhe von Vibram unterhalten.

## Auszeichnungen
Craig Johnson war auf dem Sundance Film Festival 2014 für den Grand Jury Prize nominiert und erhielt zusammen mit Mark Heyman den Waldo Salt Screenwriting Award für sein Drehbuch. Bill Hader war für seine Leistung bei den Gotham Awards als Bester Schauspieler nominiert. Das National Board of Review kürte die Produktion zu einem der zehn besten Independentfilme des Jahres.
Bei den Critics’ Choice Movie Awards 2015 erhielt Kristen Wiig eine Nominierung in der Kategorie Beste Schauspielerin in einer Komödie. Auf dem Zurich Film Festival wurde der Film als Bester Internationaler Spielfilm ausgezeichnet. Die Hauptdarsteller Hader und Wiig waren bei den MTV Movie Awards 2015 in der Kategorie Bester Musikmoment nominiert.

## Synchronisation
Die Synchronisation des Films wurde bei der Berliner Synchron nach einem Dialogbuch von Andreas Hinz unter der Dialogregie von Klaus Bauschulte erstellt.
| Rolle           | Darsteller     | Synchronsprecher |
| --------------- | -------------- | ---------------- |
| Milo Dean       | Bill Hader     | Michael Baral    |
| Maggie Dean     | Kristen Wiig   | Manja Doering    |
| Lance           | Luke Wilson    | Markus Pfeiffer  |
| Rich            | Ty Burrell     | Felix Spieß      |
| Billy           | Boyd Holbrook  | Wanja Gerick     |
| Judy Dean       | Joanna Gleason | Liane Rudolph    |
| Dr. Linda Essex | Adriane Lenox  | Nina Herting     |